# Strumycznik zwyczajny
Strumycznik zwyczajny (Osmylus fulvicephalus) – gatunek sieciarki z rodziny strumycznikowatych (Osmylidae). Występuje w strefie umiarkowanej i ciepłej Europy. Jest jedynym występującym w Europie przedstawicielem tej rodziny. W Polsce jest rozprzestrzeniony na obszarze całego kraju.
Dorosłe owady kształtem przypominają złotooki (Chrysopidae), lecz są zupełnie innego koloru. Ich skrzydła są przezroczyste z czarnymi plamkami, ciało czarne, głowa jasnobrązowa. Długość około 20 mm, a rozpiętość skrzydeł 50 mm. 

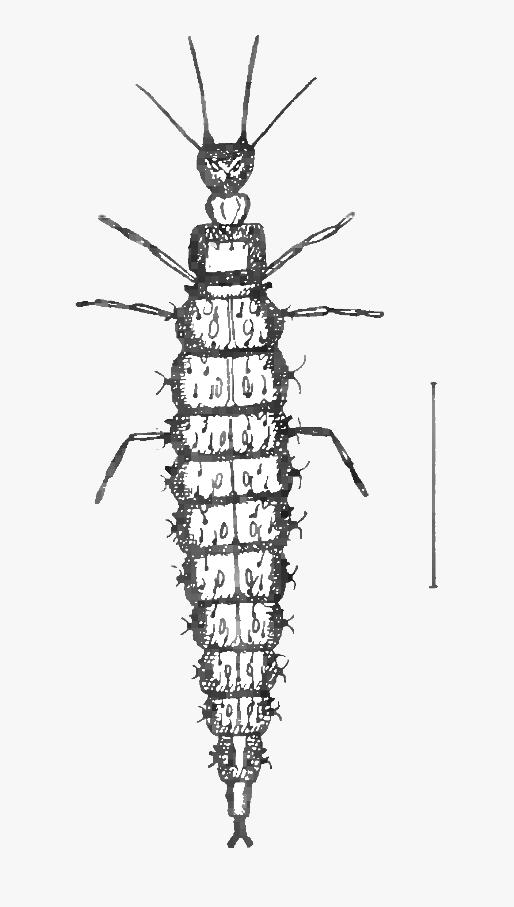
Larwa

Imagines pojawiają się od maja do lipca. Są aktywne o zmroku i w nocy. Samice tego gatunku żyją do kilku miesięcy, natomiast samce zaledwie kilka tygodni. 
Strumycznik zwyczajny preferuje gęsto porośnięte tereny zalesione przy brzegach strumieni, starorzeczy, mniejszych rzek oraz inne tego typu siedliska. Zarówno larwy, jak i owady dorosłe są drapieżne. Żywią się małymi bezkręgowcami, głównie ich larwami.